# London Critics’ Circle Film Award/Beste britische Nachwuchsleistung
Von 1993 bis 2008 wurde bei den London Critics’ Circle Film Awards die beste britische Nachwuchsleistung geehrt. Seit 2009 existieren zwei Kategorien für die beste Nachwuchsregie und den besten Nachwuchsdarsteller.

## Preisträger
Anmerkung: Die Preisverleihung bezieht sich immer auf Filme des vergangenen Jahres, Preisträger von 2007 wurden also für ihre Leistungen von 2006 ausgezeichnet.
| Jahr | Preisträger            | Profession                  | Film                                                 |
| ---- | ---------------------- | --------------------------- | ---------------------------------------------------- |
| 1993 | Peter Chelsom          | Regisseur/Drehbuchautor     | Hear My Song                                         |
| 1994 | Vadim Jean Gary Sinyor | Regisseur/Produzent         | Leon the Pig Farmer                                  |
| 1995 | Iain Softley           | Regisseur                   | Backbeat                                             |
| 1996 | Danny Boyle            | Regisseur                   | Kleine Morde unter Freunden (Shallow Grave)          |
| 1997 | Emily Watson           | Schauspielerin              | Breaking the Waves                                   |
| 1998 | Peter Cattaneo         | Regisseur                   | Ganz oder gar nicht (The Full Monty)                 |
| 1999 | Peter Mullan           | Schauspieler                | Mein Name ist Joe (My Name Is Joe)                   |
| 2000 | Martha Fiennes         | Regisseurin                 | Onegin                                               |
| 2001 | Jamie Bell             | Schauspieler                | Billy Elliot – I Will Dance                          |
| 2002 | Colin Farrell          | Schauspieler                | Tigerland                                            |
| 2003 | Keira Knightley        | Schauspielerin              | Kick It Like Beckham (Bend It Like Beckham)          |
| 2003 | Martin Compston        | Schauspieler                | Sweet Sixteen                                        |
| 2004 | David Mackenzie        | Regisseur/Drehbuchautor     | Young Adam                                           |
| 2005 | Natalie Press          | Schauspielerin              | My Summer of Love                                    |
| 2006 | Kelly Reilly           | Schauspielerin              | Lady Henderson präsentiert (Mrs. Henderson Presents) |
| 2007 | Andrea Arnold          | Regisseurin/Drehbuchautorin | Red Road                                             |
| 2008 | Anton Corbijn          | Regisseur                   | Control                                              |
| 2008 | Sam Riley              | Schauspieler                | Control                                              |